# Katrin Just
Katrin Just (* 13. April 1967 in Hamburg) ist eine deutsche Juristin und Richterin am Bundessozialgericht.
Sie studierte von 1988 bis 1993 Rechtswissenschaften an der Universität des Saarlandes, von 1988 bis 1990 als Doppelstudium am Centre d’Etudes Juridiques Françaises mit dem Abschluss Diplôme d’études universitaires générales (DEUG) Droit. 1993 legte sie das erste, 1996 das zweite juristische Staatsexamen ab.
Anschließend war Just als Richterin am Sozialgericht Speyer tätig und wurde dort 2001 zur Richterin auf Lebenszeit ernannt. Im Oktober 1998 erfolgte eine Abordnung als wissenschaftliche Mitarbeiterin an das Bundessozialgericht in Kassel, die bis September 2001 andauerte. Ab April 2002 war sie beim Sozialgericht Mainz tätig, von Oktober 2002 bis März 2003 allerdings an das Landessozialgericht Rheinland-Pfalz und von März 2004 bis August 2006 als wissenschaftliche Mitarbeiterin an das Bundesverfassungsgericht abgeordnet. Im Januar 2005 wurde sie zur Richterin am Landessozialgericht Rheinland-Pfalz ernannt.
Mit Wirkung vom 1. März 2017 wurde Katrin Just zur Richterin am Bundessozialgericht ernannt. Die Ernennungsurkunde händigte ihr am 21. Februar 2017 Thorben Albrecht, Staatssekretär im Bundesministerium für Arbeit und Soziales, aus. Just wurde zunächst dem 1. Senat des Bundessozialgerichts zugewiesen, der für die gesetzliche Krankenversicherung zuständig ist. Stand September 2020 gehört sie dem 6. Senat (Vertragsarztrecht) an.
Just ist Mitautorin eines Werkes zur gesetzlichen Krankenversicherung und hat zahlreiche Kommentierungen verfasst.
Sie ist verheiratet und hat zwei Kinder.